# 20/20エクスペリエンス 2/2
『20/20エクスペリエンス 2/2』(The 20/20 Experience – 2 of 2、ザ・トゥエンティ・トゥエンティ・エクスペリエンス・トゥー・オヴ・トゥー)は、アメリカ合衆国のシンガー・ソングライタージャスティン・ティンバーレイクの四枚目のアルバムである。2013年9月27日にRCAレコードから発売された。このアルバムは同年3月に発売された『20/20エクスペリエンス』の続編である。日本では同年10月9日に発売された。

## 曲目
| #   | タイトル                                    | 作詞・作曲 | Producer(s)                                                                       | 時間                         |
| --- | ------------------------------------------- | --- | --------------------------------------------------------------------------------- | ---------------------------- |
| 1.  | 「Gimme What I Don't Know (I Want)」        | ジャスティン・ティンバーレイク ティモシー・モズレー ジェローム・“J・ ロック”・ハーモン （ 英語版 ） ジェイムス・フォントルロイ | ティンバランド ジャスティン・ティンバーレイク ジェローム・ハーモン                | <time datetime="5:15">5:15   |
| 2.  | 「True Blood」                              | ジャスティン・ティンバーレイク ティモシー・モズレー ジェローム・ハーモン                                                       | ティンバランド ジャスティン・ティンバーレイク ジェローム・ハーモン                | <time datetime="9:31">9:31   |
| 3.  | 「Cabaret」(featuring オーブリー・グラハム) | ジャスティン・ティンバーレイク ティモシー・モズレー ドレイク ジェローム・ハーモン フォントルロイ ダニエル・ジョーンズ          | ティンバランド ジャスティン・ティンバーレイク ジェローム・ハーモン Jones [a]      | <time datetime="4:32">4:32   |
| 4.  | 「TKO」                                     | ジャスティン・ティンバーレイク ティモシー・モズレー ジェローム・ハーモン フォントルロイ バリー・ホワイト                       | ティンバランド ジャスティン・ティンバーレイク ジェローム・ハーモン                | <time datetime="7:04">7:04   |
| 5.  | 「Take Back the Night」                     | ジャスティン・ティンバーレイク ティモシー・モズレー ジェローム・ハーモン フォントルロイ                                        | ティンバランド ジャスティン・ティンバーレイク ジェローム・ハーモン                | <time datetime="5:53">5:53   |
| 6.  | 「Murder」(featuring Jay Z)                 | ジャスティン・ティンバーレイク モズレー ショーン・カーター ジェローム・ハーモン フォントルロイ                                 | ティンバランド ジャスティン・ティンバーレイク ジェローム・ハーモン                | <time datetime="5:07">5:07   |
| 7.  | 「Drink You Away」                          | ジャスティン・ティンバーレイク ティモシー・モズレー ジェローム・ハーモン フォントルロイ                                        | ティンバランド ジャスティン・ティンバーレイク ジェローム・ハーモン                | <time datetime="5:31">5:31   |
| 8.  | 「You Got It On」                           | ジャスティン・ティンバーレイク モズレー ジェローム・ハーモン フォントルロイ                                                    | ティンバランド ジャスティン・ティンバーレイク ジェローム・ハーモン                | <time datetime="5:55">5:55   |
| 9.  | 「Amnesia」                                 | ジャスティン・ティンバーレイク ティモシー・モズレー ジェローム・ハーモン フォントルロイ ジョーンズ                             | ティンバランド ジャスティン・ティンバーレイク ジェローム・ハーモン ジョーンズ [a] | <time datetime="7:04">7:04   |
| 10. | 「Only When I Walk Away」                   | ジャスティン・ティンバーレイク ティモシー・モズレー ジェローム・ハーモン フォントルロイ アマデオ・ミンギ （ 英語版 ）          | ティンバランド ジャスティン・ティンバーレイク ジェローム・ハーモン                | <time datetime="7:05">7:05   |
| 11. | 「Not a Bad Thing」                         | ジャスティン・ティンバーレイク ティモシー・モズレー ジェローム・ハーモン フォントルロイ                                        | ティンバランド ジャスティン・ティンバーレイク ジェローム・ハーモン                | <time datetime="11:28">11:28 |
| 12. | 「Pair of Wings」(隠しトラック)             | ジャスティン・ティンバーレイク                                                                                                 | ジャスティン・ティンバーレイク                                                    |                              |

| #  | タイトル          | 作詞・作曲                                                                              | Producer(s)                                                        | 時間                       |
| -- | ----------------- | --------------------------------------------------------------------------------------- | ------------------------------------------------------------------ | -------------------------- |
| 1. | 「Blindness」     | ジャスティン・ティンバーレイク ロビン・タッドロス フォントルロイ                        | ロブ・ノックス ジャスティン・ティンバーレイク                      | <time datetime="4:48">4:48 |
| 2. | 「Electric Lady」 | ジャスティン・ティンバーレイク ティモシー・モズレー ジェローム・ハーモン フォントルロイ | ティンバランド ジャスティン・ティンバーレイク ジェローム・ハーモン | <time datetime="4:20">4:20 |